# Einband-Europameisterschaft 1998

Logo CEB (ausrichtender Verband)

Veranstaltungsort: Wijchen

Die Einband-Europameisterschaft 1998 war das 45. Turnier in dieser Disziplin des Karambolagebillards und fand vom 5. bis zum 8. März 1998 in Wijchen statt. Es war die 15. Einband-Europameisterschaft in den Niederlanden.

## Geschichte
Martin Horn verteidigte seinen EM-Titel im Einband erfolgreich. Im Finale, in der er seine beste Leistung des Turniers spielte, schlug er den Niederländer Jos Bongers mit 150:109 in neun Aufnahmen. Der eindeutige Star dieser Meisterschaft war aber der Belgier Frédéric Caudron. Da er keine Ranglistenpunkte hatte, musste er bereits in der ersten Qualifikationsrunde antreten. Das lief aber nur teilweise rund. In der Vorqualifikation verlor er zwar ein Match gegen den Niederländer Piet Adrichem, kam aber durch den besseren GD weiter. In der Qualifikation wurde es wieder knapp als der Spanier Francisco Fortiana das Match seines Lebens spielte und nach vier Aufnahmen mit 123:41 führte. Caudron zeigte aber seine Klasse und beendete das Match mit einer Serie von 84 Punkten. Im Halbfinale kam aber dann das Aus. Bongers eröffnete das Match mit einer Serie von 96 Punkten. Der Endstand war dann aber 150:150 in acht Aufnahmen. Jetzt gab es eine Verlängerung um 10 % der Partiedistanz. Bongers erzielte die 15 Punkte und Caudron schaffte im Nachstoß lediglich 12 Punkte und war ausgeschieden. Sein sensationeller GD von 19,35, der weit über dem der anderen Teilnehmer lag, konnte ihn aber nur teilweise trösten. Er wurde zusammen mit Fabian Blondeel Dritter.

## Turniermodus
Gespielt wurde eine Vor-Vor-Qualifikation mit 7 Gruppen à 3 bzw. 4 Spieler, wovon sich die 7 Gruppensieger und für die Vor-Qualifikation qualifizierten. Dann wurden in der Haupt-Qualifikation wieder 7 Gruppen à 3 Teilnehmer (2 mal 4) gebildet, in denen 14 gesetzte Spieler nach CEB-Rangliste und die sieben Sieler der Vor-Qualifikation sieben Plätze für das Hauptturnier ausspielten. Der Titelverteidiger war für das Hauptturnier gesetzt. Jetzt wurden 2 Gruppen à 4 Spieler gebildet. In der Vorqualifikationen wurde bis 100 Punkte gespielt. Danach wurde in der Haupt-Qualifikation bis 125 Punkte und in der Endrunde bis 150 Punkte gespielt. Die Gruppenersten und die Gruppenzweiten spielten im KO-System den Sieger aus. Der dritte Platz wurde nicht mehr ausgespielt. Damit gab es zwei Drittplatzierte
Bei MP-Gleichstand wird in folgender Reihenfolge gewertet:
1. MP = Matchpunkte
2. GD = Generaldurchschnitt
3. HS = Höchstserie

## Qualifikation

### Vor-Vor-Qualifikation
| MP    | Match Points (Sieger = 2; Unentschieden = 1; Verlierer = 0) |
| Pkte. | Erzielte Karambolagen                                       |
| Aufn. | Benötigte Versuche                                          |
| GD    | Generaldurchschnitt                                         |
| BED   | Bester Einzeldurchschnitt eines Spielers                    |
| HS    | Höchstserie                                                 |
|       | Bester GD des Turniers                                      |
|       | Bester ED des Turniers                                      |
|       | Beste HS des Turniers                                       |
|       | 1. Platz (Gold)                                             |
|       | 2. Platz (Silber)                                           |
|       | 3. Platz (Bronze)                                           |

| Abschlusstabelle Gruppe A | Abschlusstabelle Gruppe A | Abschlusstabelle Gruppe A | Abschlusstabelle Gruppe A | Abschlusstabelle Gruppe A | Abschlusstabelle Gruppe A | Abschlusstabelle Gruppe A | Abschlusstabelle Gruppe A |
| Platz                     | Name                      | MP                        | Pkte                      | Aufn.                     | GD                        | BED                       | HS                        |
| ------------------------- | ------------------------- | ------------------------- | ------------------------- | ------------------------- | ------------------------- | ------------------------- | ------------------------- |
| 1                         | Dave Christiani           | 2:2                       | 182                       | 45                        | 4,04                      | 4,00                      | 21                        |
| 2                         | Gerrit van Beek           | 2:2                       | 155                       | 42                        | 3,69                      | 5,00                      | 23                        |
| 3                         | Eric Castaner             | 2:2                       | 170                       | 47                        | 3,61                      | 4,54                      | 17                        |

| Abschlusstabelle Gruppe B | Abschlusstabelle Gruppe B | Abschlusstabelle Gruppe B | Abschlusstabelle Gruppe B | Abschlusstabelle Gruppe B | Abschlusstabelle Gruppe B | Abschlusstabelle Gruppe B | Abschlusstabelle Gruppe B |
| Platz                     | Name                      | MP                        | Pkte                      | Aufn.                     | GD                        | BED                       | HS                        |
| ------------------------- | ------------------------- | ------------------------- | ------------------------- | ------------------------- | ------------------------- | ------------------------- | ------------------------- |
| 1                         | Patrick Janssen           | 2:2                       | 197                       | 68                        | 2,89                      | 3,33                      | 41                        |
| 2                         | Claude Bauduin            | 2:2                       | 170                       | 59                        | 2,88                      | 3,44                      | 19                        |
| 3                         | Rob Mans                  | 2:2                       | 190                       | 67                        | 2,83                      | 2,63                      | 16                        |

| Abschlusstabelle Gruppe C | Abschlusstabelle Gruppe C | Abschlusstabelle Gruppe C | Abschlusstabelle Gruppe C | Abschlusstabelle Gruppe C | Abschlusstabelle Gruppe C | Abschlusstabelle Gruppe C | Abschlusstabelle Gruppe C |
| Platz                     | Name                      | MP                        | Pkte                      | Aufn.                     | GD                        | BED                       | HS                        |
| ------------------------- | ------------------------- | ------------------------- | ------------------------- | ------------------------- | ------------------------- | ------------------------- | ------------------------- |
| 1                         | Ad Klijn                  | 4:0                       | 200                       | 39                        | 5,12                      | 7,14                      | 30                        |
| 2                         | Michael van Bochem        | 2:2                       | 159                       | 36                        | 4,41                      | 4,54                      | 30                        |
| 3                         | Otto Hitzinger            | 0:4                       | 80                        | 47                        | 1,70                      | –                         | 11                        |

| Abschlusstabelle Gruppe D | Abschlusstabelle Gruppe D | Abschlusstabelle Gruppe D | Abschlusstabelle Gruppe D | Abschlusstabelle Gruppe D | Abschlusstabelle Gruppe D | Abschlusstabelle Gruppe D | Abschlusstabelle Gruppe D |
| Platz                     | Name                      | MP                        | Pkte                      | Aufn.                     | GD                        | BED                       | HS                        |
| ------------------------- | ------------------------- | ------------------------- | ------------------------- | ------------------------- | ------------------------- | ------------------------- | ------------------------- |
| 1                         | Patrick Niessen           | 4:0                       | 200                       | 34                        | 5,88                      | 12,50                     | 61                        |
| 2                         | René Tull                 | 2:2                       | 195                       | 33                        | 5,90                      | 4,00                      | 66                        |
| 3                         | Christophe Duval          | 0:4                       | 96                        | 51                        | 1,88                      | –                         | 14                        |

| Abschlusstabelle Gruppe E | Abschlusstabelle Gruppe E | Abschlusstabelle Gruppe E | Abschlusstabelle Gruppe E | Abschlusstabelle Gruppe E | Abschlusstabelle Gruppe E | Abschlusstabelle Gruppe E | Abschlusstabelle Gruppe E |
| Platz                     | Name                      | MP                        | Pkte                      | Aufn.                     | GD                        | BED                       | HS                        |
| ------------------------- | ------------------------- | ------------------------- | ------------------------- | ------------------------- | ------------------------- | ------------------------- | ------------------------- |
| 1                         | Davy van Geel             | 4:0                       | 200                       | 48                        | 4,16                      | 4,54                      | 41                        |
| 2                         | Carlos Tuset              | 2:2                       | 165                       | 37                        | 4,45                      | 6,66                      | 28                        |
| 3                         | Michael Mikkelsen         | 0:4                       | 147                       | 41                        | 3,58                      | –                         | 21                        |

| Abschlusstabelle Gruppe F | Abschlusstabelle Gruppe F | Abschlusstabelle Gruppe F | Abschlusstabelle Gruppe F | Abschlusstabelle Gruppe F | Abschlusstabelle Gruppe F | Abschlusstabelle Gruppe F | Abschlusstabelle Gruppe F |
| Platz                     | Name                      | MP                        | Pkte                      | Aufn.                     | GD                        | BED                       | HS                        |
| ------------------------- | ------------------------- | ------------------------- | ------------------------- | ------------------------- | ------------------------- | ------------------------- | ------------------------- |
| 1                         | Frédéric Caudron          | 4:0                       | 200                       | 13                        | 15,38                     | 20,00                     | 67                        |
| 2                         | Wim van Deventer          | 2:2                       | 127                       | 43                        | 2,95                      | 2,82                      | 15                        |
| 3                         | Patrick Leroy             | 0:4                       | 79                        | 40                        | 1,92                      | –                         | 13                        |

| Abschlusstabelle Gruppe G | Abschlusstabelle Gruppe G | Abschlusstabelle Gruppe G | Abschlusstabelle Gruppe G | Abschlusstabelle Gruppe G | Abschlusstabelle Gruppe G | Abschlusstabelle Gruppe G | Abschlusstabelle Gruppe G |
| Platz                     | Name                      | MP                        | Pkte                      | Aufn.                     | GD                        | BED                       | HS                        |
| ------------------------- | ------------------------- | ------------------------- | ------------------------- | ------------------------- | ------------------------- | ------------------------- | ------------------------- |
| 1                         | John van der Stappen      | 4:0                       | 200                       | 35                        | 5,71                      | 6,25                      | 45                        |
| 2                         | Louis Edelin              | 2:2                       | 199                       | 40                        | 4,97                      | 4,16                      | 23                        |
| 3                         | Jaap Peereboom            | 0:4                       | 139                       | 43                        | 3,23                      | –                         | 19                        |

### Vor-Qualifikation
| Abschlusstabelle Gruppe A | Abschlusstabelle Gruppe A | Abschlusstabelle Gruppe A | Abschlusstabelle Gruppe A | Abschlusstabelle Gruppe A | Abschlusstabelle Gruppe A | Abschlusstabelle Gruppe A | Abschlusstabelle Gruppe A |
| Platz                     | Name                      | MP                        | Pkte                      | Aufn.                     | GD                        | BED                       | HS                        |
| ------------------------- | ------------------------- | ------------------------- | ------------------------- | ------------------------- | ------------------------- | ------------------------- | ------------------------- |
| 1                         | Frédéric Caudron          | 2:2                       | 181                       | 20                        | 9,05                      | 10,00                     | 33                        |
| 2                         | Piet Adrichem             | 2:2                       | 155                       | 24                        | 6,45                      | 10,00                     | 49                        |
| 3                         | Jordi Amell               | 2:2                       | 132                       | 24                        | 5,50                      | 7,14                      | 36                        |

| Abschlusstabelle Gruppe B | Abschlusstabelle Gruppe B | Abschlusstabelle Gruppe B | Abschlusstabelle Gruppe B | Abschlusstabelle Gruppe B | Abschlusstabelle Gruppe B | Abschlusstabelle Gruppe B | Abschlusstabelle Gruppe B |
| Platz                     | Name                      | MP                        | Pkte                      | Aufn.                     | GD                        | BED                       | HS                        |
| ------------------------- | ------------------------- | ------------------------- | ------------------------- | ------------------------- | ------------------------- | ------------------------- | ------------------------- |
| 1                         | Patrick Niessen           | 4:0                       | 200                       | 40                        | 5,00                      | 6,25                      | 40                        |
| 2                         | Ferdinand Polman          | 2:2                       | 180                       | 38                        | 4,73                      | 4,54                      | 35                        |
| 3                         | Javier Arenaza            | 0:4                       | 167                       | 46                        | 3,63                      | –                         | 24                        |

| Abschlusstabelle Gruppe C | Abschlusstabelle Gruppe C | Abschlusstabelle Gruppe C | Abschlusstabelle Gruppe C | Abschlusstabelle Gruppe C | Abschlusstabelle Gruppe C | Abschlusstabelle Gruppe C | Abschlusstabelle Gruppe C |
| Platz                     | Name                      | MP                        | Pkte                      | Aufn.                     | GD                        | BED                       | HS                        |
| ------------------------- | ------------------------- | ------------------------- | ------------------------- | ------------------------- | ------------------------- | ------------------------- | ------------------------- |
| 1                         | John van der Stappen      | 2:2                       | 184                       | 39                        | 4,71                      | 5,26                      | 28                        |
| 2                         | Axel Büscher              | 2:2                       | 193                       | 51                        | 3,78                      | 5,00                      | 24                        |
| 3                         | Wiljan van den Heuvel     | 2:2                       | 156                       | 50                        | 3,12                      | 3,22                      | 15                        |

| Abschlusstabelle Gruppe D | Abschlusstabelle Gruppe D | Abschlusstabelle Gruppe D | Abschlusstabelle Gruppe D | Abschlusstabelle Gruppe D | Abschlusstabelle Gruppe D | Abschlusstabelle Gruppe D | Abschlusstabelle Gruppe D |
| Platz                     | Name                      | MP                        | Pkte                      | Aufn.                     | GD                        | BED                       | HS                        |
| ------------------------- | ------------------------- | ------------------------- | ------------------------- | ------------------------- | ------------------------- | ------------------------- | ------------------------- |
| 1                         | Freek Ottenhof            | 2:2                       | 174                       | 29                        | 6,00                      | 7,14                      | 26                        |
| 2                         | Ad Klijn                  | 2:2                       | 157                       | 31                        | 5,06                      | 6,66                      | 28                        |
| 3                         | Dirk Peßarra              | 2:2                       | 137                       | 30                        | 4,56                      | 6,25                      | 27                        |

| Abschlusstabelle Gruppe E | Abschlusstabelle Gruppe E | Abschlusstabelle Gruppe E | Abschlusstabelle Gruppe E | Abschlusstabelle Gruppe E | Abschlusstabelle Gruppe E | Abschlusstabelle Gruppe E | Abschlusstabelle Gruppe E |
| Platz                     | Name                      | MP                        | Pkte                      | Aufn.                     | GD                        | BED                       | HS                        |
| ------------------------- | ------------------------- | ------------------------- | ------------------------- | ------------------------- | ------------------------- | ------------------------- | ------------------------- |
| 1                         | Xavier Gretillat          | 4:0                       | 200                       | 34                        | 5,88                      | 7,14                      | 59                        |
| 2                         | Davy van Geel             | 2:2                       | 164                       | 27                        | 6,07                      | 7,69                      | 22                        |
| 3                         | Rini Megens               | 0:4                       | 118                       | 33                        | 3,58                      | –                         | 14                        |

| Abschlusstabelle Gruppe F | Abschlusstabelle Gruppe F | Abschlusstabelle Gruppe F | Abschlusstabelle Gruppe F | Abschlusstabelle Gruppe F | Abschlusstabelle Gruppe F | Abschlusstabelle Gruppe F | Abschlusstabelle Gruppe F |
| Platz                     | Name                      | MP                        | Pkte                      | Aufn.                     | GD                        | BED                       | HS                        |
| ------------------------- | ------------------------- | ------------------------- | ------------------------- | ------------------------- | ------------------------- | ------------------------- | ------------------------- |
| 1                         | Dave Christiani           | 4:0                       | 200                       | 38                        | 5,26                      | 6,25                      | 21                        |
| 2                         | Fabrice Puigvert          | 2:2                       | 162                       | 31                        | 5,22                      | 6,66                      | 27                        |
| 3                         | Wiel van Gemert           | 0:4                       | 100                       | 37                        | 2,70                      | –                         | 27                        |

| Abschlusstabelle Gruppe G | Abschlusstabelle Gruppe G | Abschlusstabelle Gruppe G | Abschlusstabelle Gruppe G | Abschlusstabelle Gruppe G | Abschlusstabelle Gruppe G | Abschlusstabelle Gruppe G | Abschlusstabelle Gruppe G |
| Platz                     | Name                      | MP                        | Pkte                      | Aufn.                     | GD                        | BED                       | HS                        |
| ------------------------- | ------------------------- | ------------------------- | ------------------------- | ------------------------- | ------------------------- | ------------------------- | ------------------------- |
| 1                         | Antonio Oddo              | 4:0                       | 200                       | 45                        | 4,44                      | 5,26                      | 24                        |
| 2                         | Jérôme Galerne            | 2:2                       | 184                       | 37                        | 4,97                      | 5,55                      | 34                        |
| 3                         | Patrick Janssen           | 0:4                       | 102                       | 44                        | 2,31                      | –                         | 11                        |

### Haupt-Qualifikation
| Abschlusstabelle Gruppe A | Abschlusstabelle Gruppe A | Abschlusstabelle Gruppe A | Abschlusstabelle Gruppe A | Abschlusstabelle Gruppe A | Abschlusstabelle Gruppe A | Abschlusstabelle Gruppe A | Abschlusstabelle Gruppe A |
| Platz                     | Name                      | MP                        | Pkte                      | Aufn.                     | GD                        | BED                       | HS                        |
| ------------------------- | ------------------------- | ------------------------- | ------------------------- | ------------------------- | ------------------------- | ------------------------- | ------------------------- |
| 1                         | Wolfgang Zenkner          | 4:0                       | 250                       | 19                        | 13,15                     | 15,62                     | 74                        |
| 2                         | Xavier Gretillat          | 2:2                       | 210                       | 24                        | 8,75                      | 9,61                      | 39                        |
| 3                         | Jean Paul de Bruijn       | 0:4                       | 174                       | 21                        | 8,28                      | –                         | 39                        |

| Abschlusstabelle Gruppe B | Abschlusstabelle Gruppe B | Abschlusstabelle Gruppe B | Abschlusstabelle Gruppe B | Abschlusstabelle Gruppe B | Abschlusstabelle Gruppe B | Abschlusstabelle Gruppe B | Abschlusstabelle Gruppe B |
| Platz                     | Name                      | MP                        | Pkte                      | Aufn.                     | GD                        | BED                       | HS                        |
| ------------------------- | ------------------------- | ------------------------- | ------------------------- | ------------------------- | ------------------------- | ------------------------- | ------------------------- |
| 1                         | Michel van Silfhout       | 4:0                       | 250                       | 47                        | 5,31                      | 6,25                      | 42                        |
| 2                         | Peter de Backer           | 2:2                       | 222                       | 33                        | 6,72                      | 9,61                      | 41                        |
| 3                         | Dieter Großjung           | 0:4                       | 167                       | 40                        | 4,17                      | –                         | 22                        |

| Abschlusstabelle Gruppe C | Abschlusstabelle Gruppe C | Abschlusstabelle Gruppe C | Abschlusstabelle Gruppe C | Abschlusstabelle Gruppe C | Abschlusstabelle Gruppe C | Abschlusstabelle Gruppe C | Abschlusstabelle Gruppe C |
| Platz                     | Name                      | MP                        | Pkte                      | Aufn.                     | GD                        | BED                       | HS                        |
| ------------------------- | ------------------------- | ------------------------- | ------------------------- | ------------------------- | ------------------------- | ------------------------- | ------------------------- |
| 1                         | Fabian Blondeel           | 4:0                       | 250                       | 36                        | 6,94                      | 6,94                      | 39                        |
| 2                         | Patrick Niessen           | 2:2                       | 170                       | 31                        | 5,48                      | 9,61                      | 51                        |
| 3                         | Peter Volleberg           | 0:4                       | 139                       | 31                        | 4,48                      | –                         | 29                        |

| Abschlusstabelle Gruppe D | Abschlusstabelle Gruppe D | Abschlusstabelle Gruppe D | Abschlusstabelle Gruppe D | Abschlusstabelle Gruppe D | Abschlusstabelle Gruppe D | Abschlusstabelle Gruppe D | Abschlusstabelle Gruppe D |
| Platz                     | Name                      | MP                        | Pkte                      | Aufn.                     | GD                        | BED                       | HS                        |
| ------------------------- | ------------------------- | ------------------------- | ------------------------- | ------------------------- | ------------------------- | ------------------------- | ------------------------- |
| 1                         | Fonsy Grethen             | 4:0                       | 250                       | 20                        | 12,50                     | 12,50                     | 42                        |
| 2                         | Rafael Garcia             | 2:2                       | 248                       | 40                        | 6,20                      | 4,16                      | 50                        |
| 3                         | Thomas Nockemann          | 0:4                       | 156                       | 40                        | 3,90                      | –                         | 20                        |

| Abschlusstabelle Gruppe E | Abschlusstabelle Gruppe E | Abschlusstabelle Gruppe E | Abschlusstabelle Gruppe E | Abschlusstabelle Gruppe E | Abschlusstabelle Gruppe E | Abschlusstabelle Gruppe E | Abschlusstabelle Gruppe E |
| Platz                     | Name                      | MP                        | Pkte                      | Aufn.                     | GD                        | BED                       | HS                        |
| ------------------------- | ------------------------- | ------------------------- | ------------------------- | ------------------------- | ------------------------- | ------------------------- | ------------------------- |
| 1                         | Jos Bongers               | 4:0                       | 250                       | 23                        | 10,86                     | 12,50                     | 52                        |
| 2                         | Antonio Oddo              | 2:2                       | 218                       | 25                        | 8,72                      | 8,33                      | 29                        |
| 3                         | Uwe van den Berg          | 0:4                       | 137                       | 28                        | 4,89                      | –                         | 27                        |

| Abschlusstabelle Gruppe F | Abschlusstabelle Gruppe F | Abschlusstabelle Gruppe F | Abschlusstabelle Gruppe F | Abschlusstabelle Gruppe F | Abschlusstabelle Gruppe F | Abschlusstabelle Gruppe F | Abschlusstabelle Gruppe F |
| Platz                     | Name                      | MP                        | Pkte                      | Aufn.                     | GD                        | BED                       | HS                        |
| ------------------------- | ------------------------- | ------------------------- | ------------------------- | ------------------------- | ------------------------- | ------------------------- | ------------------------- |
| 1                         | Arnim Kahofer             | 6:0                       | 375                       | 61                        | 6,14                      | 15,62                     | 35                        |
| 2                         | Dave Christiani           | 4:2                       | 348                       | 73                        | 4,76                      | 6,57                      | 36                        |
| 3                         | John van der Stappen      | 2:4                       | 297                       | 45                        | 6,60                      | 8,92                      | 43                        |
| 4                         | Markus Dömer              | 0:6                       | 252                       | 55                        | 4,58                      | –                         | 43                        |

| Abschlusstabelle Gruppe G | Abschlusstabelle Gruppe G | Abschlusstabelle Gruppe G | Abschlusstabelle Gruppe G | Abschlusstabelle Gruppe G | Abschlusstabelle Gruppe G | Abschlusstabelle Gruppe G | Abschlusstabelle Gruppe G |
| Platz                     | Name                      | MP                        | Pkte                      | Aufn.                     | GD                        | BED                       | HS                        |
| ------------------------- | ------------------------- | ------------------------- | ------------------------- | ------------------------- | ------------------------- | ------------------------- | ------------------------- |
| 1                         | Frédéric Caudron          | 6:0                       | 375                       | 18                        | 20,83                     | 31,25                     | 84                        |
| 2                         | Michael Hikl              | 4:2                       | 312                       | 25                        | 12,48                     | 25,00                     | 62                        |
| 3                         | Francisco Fortiana        | 2:2                       | 315                       | 34                        | 9,26                      | 8,33                      | 63                        |
| 4                         | Freek Ottenhof            | 0:6                       | 145                       | 29                        | 5,00                      | –                         | 42                        |

## Hauptturnier

### Gruppenphase
| Abschlusstabelle Gruppe A | Abschlusstabelle Gruppe A | Abschlusstabelle Gruppe A | Abschlusstabelle Gruppe A | Abschlusstabelle Gruppe A | Abschlusstabelle Gruppe A | Abschlusstabelle Gruppe A | Abschlusstabelle Gruppe A |
| Platz                     | Name                      | MP                        | Pkte                      | Aufn.                     | GD                        | BED                       | HS                        |
| ------------------------- | ------------------------- | ------------------------- | ------------------------- | ------------------------- | ------------------------- | ------------------------- | ------------------------- |
| 1                         | Martin Horn               | 4:2                       | 373                       | 55                        | 6,78                      | 8,33                      | 54                        |
| 2                         | Jos Bongers               | 4:2                       | 421                       | 65                        | 6,47                      | 8,82                      | 90                        |
| 3                         | Fonsy Grethen             | 3:3                       | 423                       | 51                        | 8,29                      | 11,53                     | 55                        |
| 4                         | Arnim Kahofer             | 1:5                       | 374                       | 49                        | 7,63                      | 10,71                     | 45                        |

| Abschlusstabelle Gruppe B | Abschlusstabelle Gruppe B | Abschlusstabelle Gruppe B | Abschlusstabelle Gruppe B | Abschlusstabelle Gruppe B | Abschlusstabelle Gruppe B | Abschlusstabelle Gruppe B | Abschlusstabelle Gruppe B |
| Platz                     | Name                      | MP                        | Pkte                      | Aufn.                     | GD                        | BED                       | HS                        |
| ------------------------- | ------------------------- | ------------------------- | ------------------------- | ------------------------- | ------------------------- | ------------------------- | ------------------------- |
| 1                         | Frédéric Caudron          | 6:0                       | 450                       | 23                        | 19,56                     | 25,00                     | 109                       |
| 2                         | Fabian Blondeel           | 2:4                       | 322                       | 42                        | 7,66                      | 7,50                      | 42                        |
| 3                         | Wolfgang Zenkner          | 2:4                       | 309                       | 45                        | 6,86                      | 10,00                     | 31                        |
| 4                         | Michel van Silfhout       | 2:4                       | 314                       | 46                        | 6,82                      | 7,50                      | 44                        |

### KO-Phase
|  | Halbfinale       | Halbfinale | Halbfinale | Halbfinale | Halbfinale | Halbfinale |             |             | Finale | Finale | Finale | Finale | Finale | Finale |
|  |                  |            |            |            |            |            |             |             |        |        |        |        |        |        |
|  |                  | MP         | Pkt.       | Aufn.      | GD         | HS         |             |             |        |        |        |        |        |        |
|  |                  | MP         | Pkt.       | Aufn.      | GD         | HS         |             |             |        |        |        |        |        |        |
|  | Frédéric Caudron | 0          | 150/12(1)  | 8          | 18,75      | 59         |             |             |        |        |        |        |        |        |
|  | Frédéric Caudron | 0          | 150/12(1)  | 8          | 18,75      | 59         |             | MP          | Pkt.   | Aufn.  | GD     | HS     |        |        |
|  | Jos Bongers      | 2          | 150/15(1)  | 8          | 18,75      | 96         |             | MP          | Pkt.   | Aufn.  | GD     | HS     |        |        |
|  | Jos Bongers      | 2          | 150/15(1)  | 8          | 18,75      | 96         | Jos Bongers | 0           | 109    | 9      | 12,11  | 56     |        |        |
|  |                  | MP         | Pkt.       | Aufn.      | GD         | HS         | Jos Bongers | 0           | 109    | 9      | 12,11  | 56     |        |        |
|  |                  | MP         | Pkt.       | Aufn.      | GD         | HS         |             | Martin Horn | 2      | 150    | 9      | 16,66  | 58     |        |
|  | Martin Horn      | 2          | 150        | 22         | 6,81       | 29         |             | Martin Horn | 2      | 150    | 9      | 16,66  | 58     |        |
|  | Martin Horn      | 2          | 150        | 22         | 6,81       | 29         |             |             |        |        |        |        |        |        |
|  | Fabian Blondeel  | 0          | 135        | 22         | 6,13       | 33         |             |             |        |        |        |        |        |        |
|  | Fabian Blondeel  | 0          | 135        | 22         | 6,13       | 33         |             |             |        |        |        |        |        |        |

## Abschlusstabelle
| MP    | Match Points (Sieger = 2; Unentschieden = 1; Verlierer = 0) |
| Pkte. | Erzielte Karambolagen                                       |
| Aufn. | Benötigte Versuche                                          |
| GD    | Generaldurchschnitt                                         |
| BED   | Bester Einzeldurchschnitt eines Spielers                    |
| HS    | Höchstserie                                                 |
|       | Bester GD des Turniers                                      |
|       | Bester ED des Turniers                                      |
|       | Beste HS des Turniers                                       |
|       | 1. Platz (Gold)                                             |
|       | 2. Platz (Silber)                                           |
|       | 3. Platz (Bronze)                                           |

| Phase                               | Platz | Name                | MP  | Pkt. | Aufn. | GD    | BED   | HS  |
| ----------------------------------- | ----- | ------------------- | --- | ---- | ----- | ----- | ----- | --- |
| Finale                              | 1     | Martin Horn         | 8:2 | 673  | 86    | 7,82  | 16,66 | 58  |
| Finale                              | 2     | Jos Bongers         | 6:4 | 680  | 82    | 8,29  | 18,75 | 96  |
| Halb- finale                        | 3     | Frédéric Caudron    | 6:2 | 600  | 31    | 19,35 | 25,00 | 109 |
| Halb- finale                        | 3     | Fabian Blondeel     | 2:6 | 457  | 64    | 7,14  | 7,50  | 42  |
| Gruppen- phase                      | 5     | Fonsy Grethen       | 3:3 | 423  | 51    | 8,29  | 11,53 | 55  |
| Gruppen- phase                      | 6     | Wolfgang Zenkner    | 2:4 | 309  | 45    | 6,86  | 7,50  | 31  |
| Gruppen- phase                      | 7     | Michel van Silfhout | 2:4 | 314  | 46    | 6,82  | 7,50  | 44  |
| Gruppen- phase                      | 8     | Arnim Kahofer       | 1:5 | 374  | 49    | 7,63  | 10,71 | 45  |
| Turnierdurchschnitt: Endrunde: 8,43 |       |                     |     |      |       |       |       |     |